# Lanterna di carta

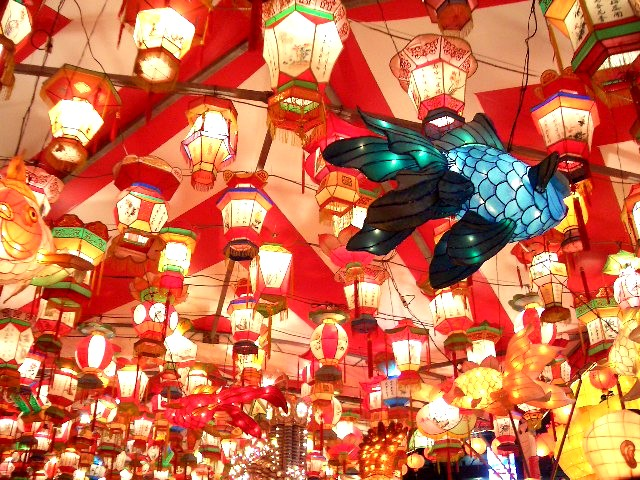
Lanterne addobbate in occasione del nuovo anno cinese a Nagasaki.

Le lanterne di carta sono disponibili in varie forme e dimensioni, così come in parecchi metodi di costruzione. Nella forma più semplice, sono dei sacchi di carta con una candela al loro interno; mentre le più complesse sono costituite da una corazza di bambù o metallo rivestita di carta dura.

## Descrizione
Talvolta, le lanterne possono essere fabbricate in seta colorata (solitamente rossa) o vinile. Le lanterne di seta sono anche molto pieghevoli, ma hanno rivestimenti in metallo; inoltre sono decorate con caratteri e disegni cinesi. Le lanterne in vinile sono molto durevoli; possono resistere alla pioggia, alla luce del Sole ed al vento. Le lanterne di carta non durano molto: la carta dorata su di esse diviene bianca e la seta rossa diventa rosa.
Queste lanterne sono popolari in Cina, in Corea ed in Giappone ed in tutti i quartieri dove predomina una maggioranza asiatica (comunemente detti Chinatown). Le si trova per esempio all'esterno e nelle vetrine dei negozi per attirare l'attenzione.
A Natale le comunità ispaniche hanno l'abitudine di mettere delle candele tradizionali in piccoli sacchetti di carta bianca. Queste lanterne sono conosciute come luminaria o farolitos.

## Galleria d'immagini

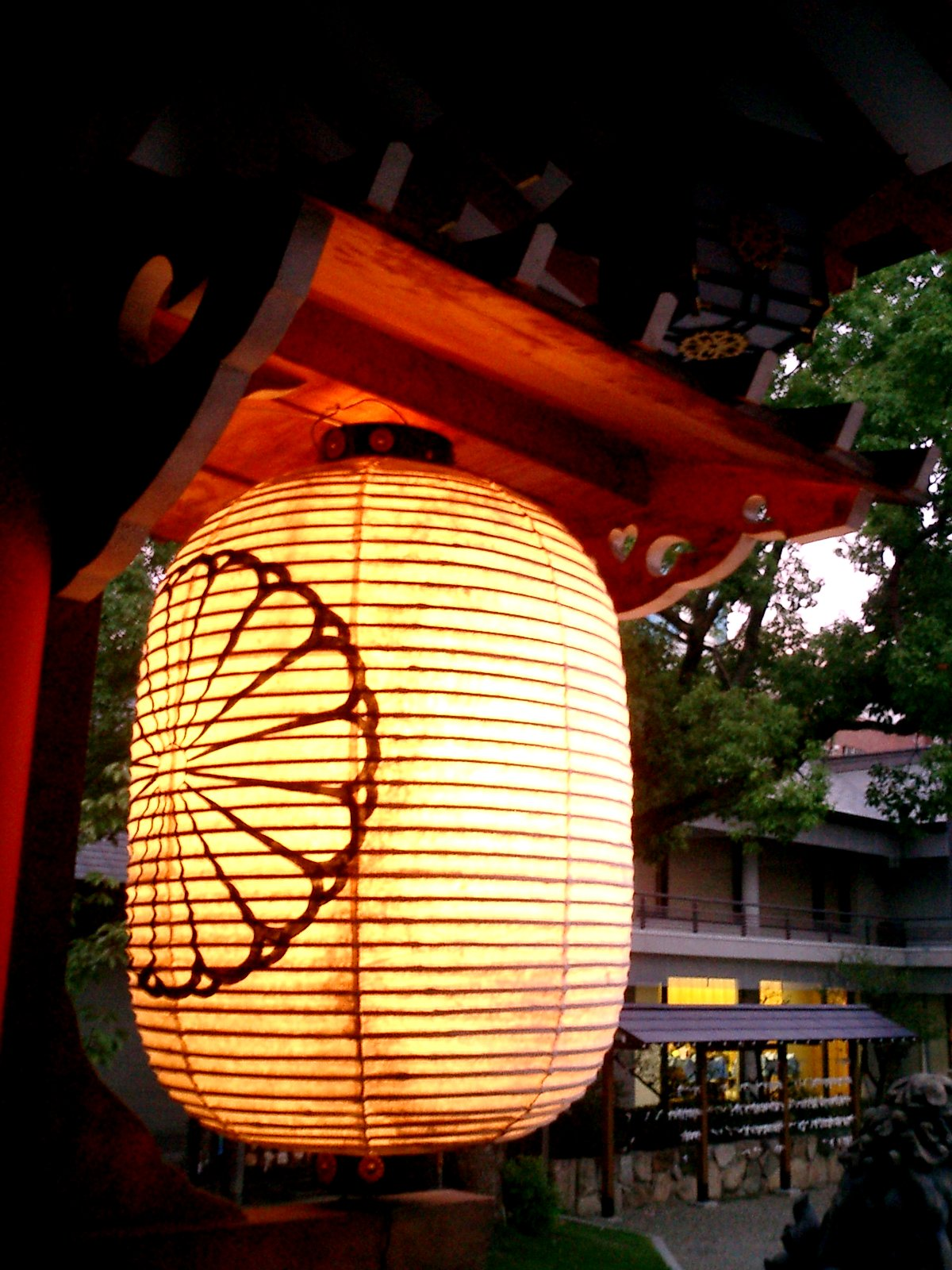
Santuario di Ikuta (生田神社? Kobe)
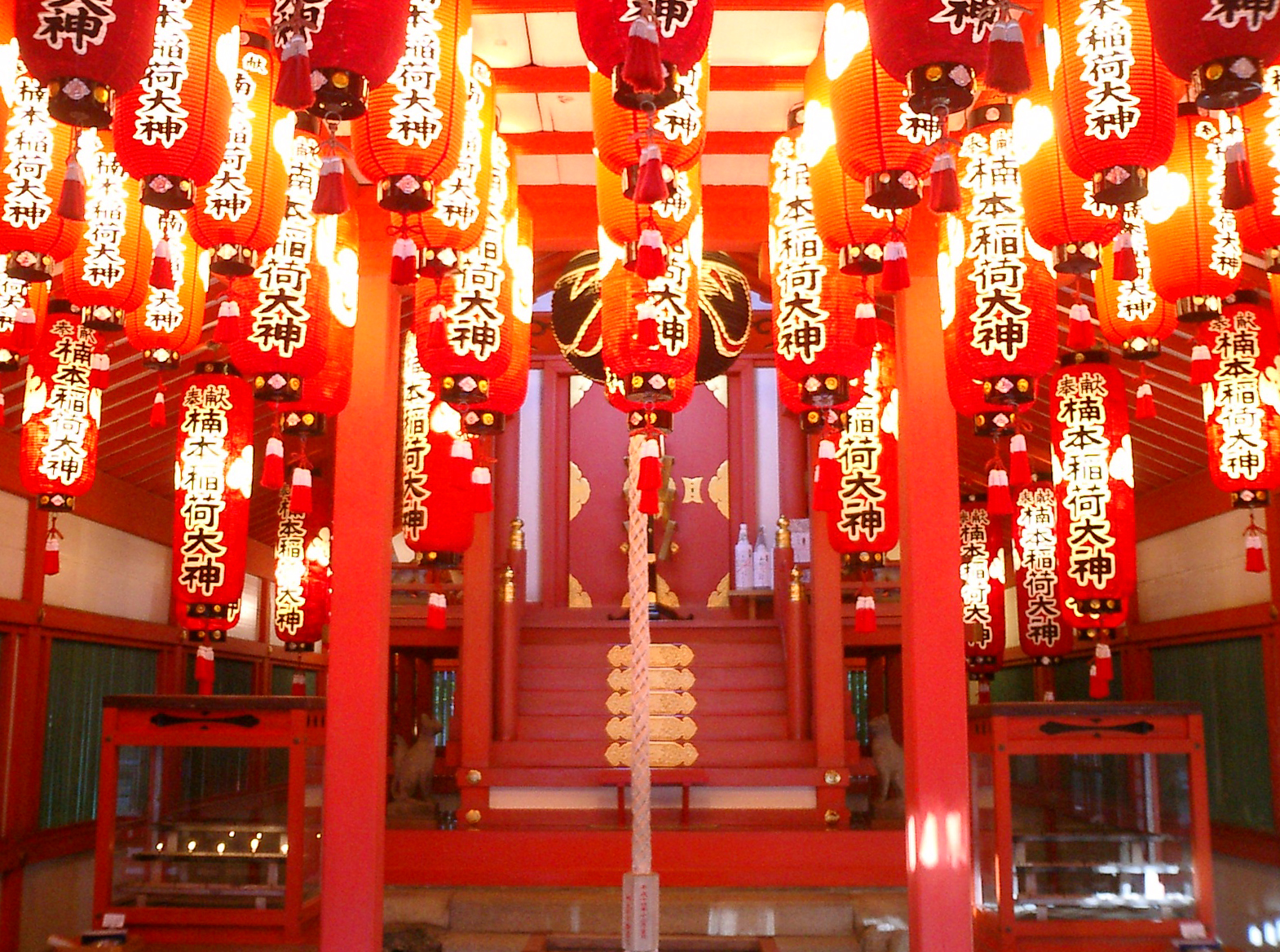
Santuario di Minatogawa (凑川神社? Kōbe)
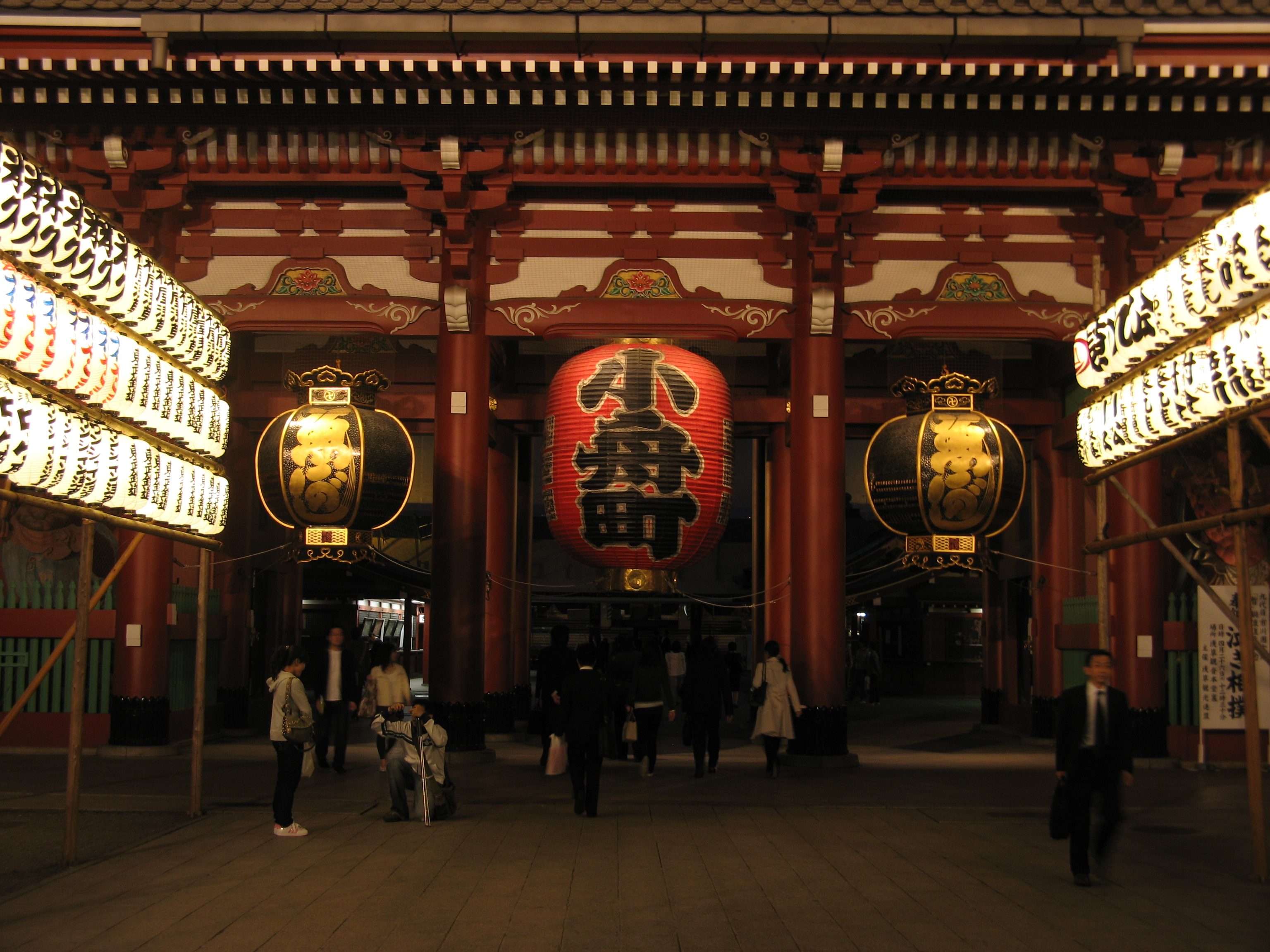
Sensō-ji (浅草寺? Asakusa, Tōkyō)
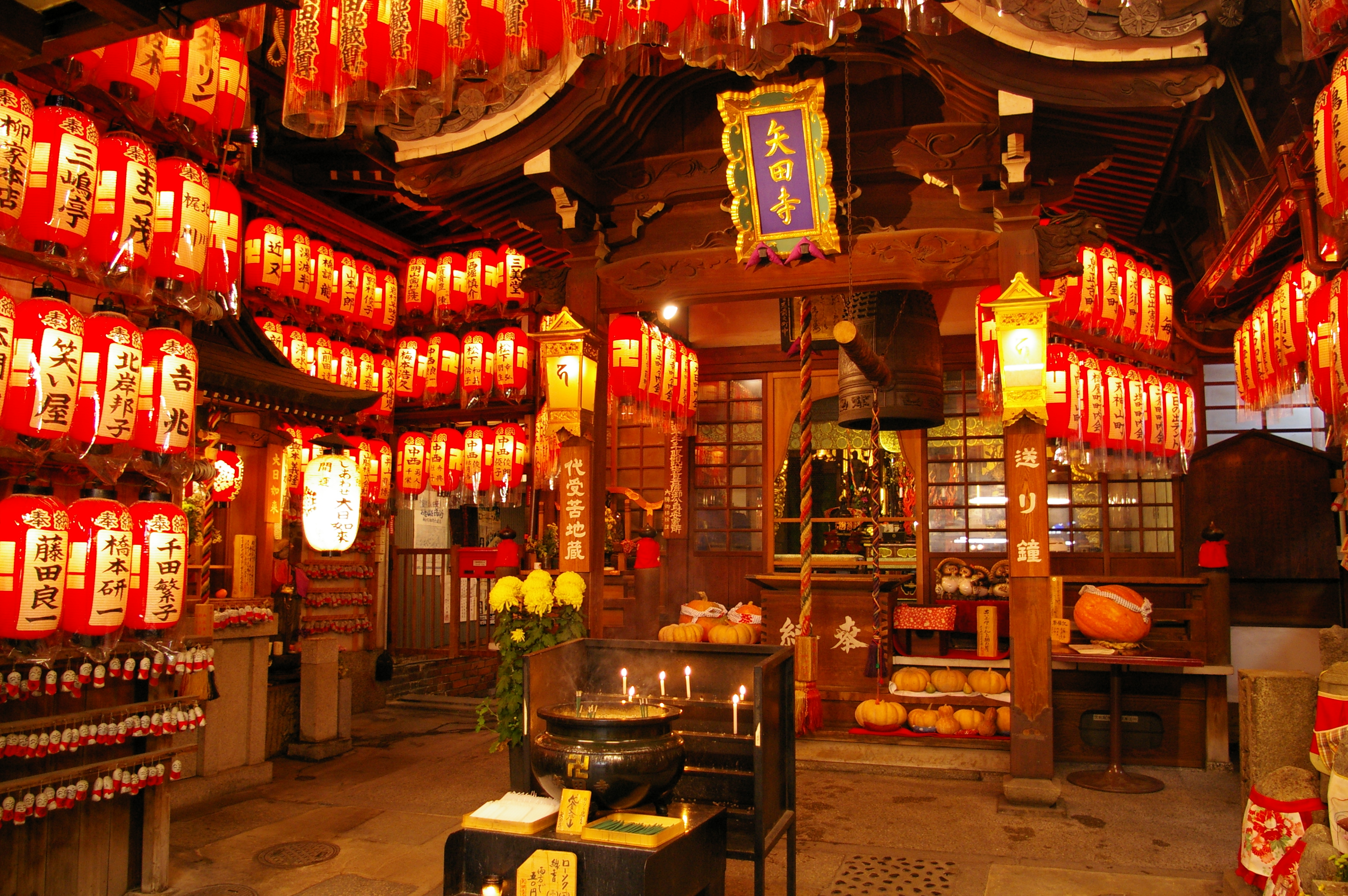
Yata-dera (矢田寺? Kyōto)
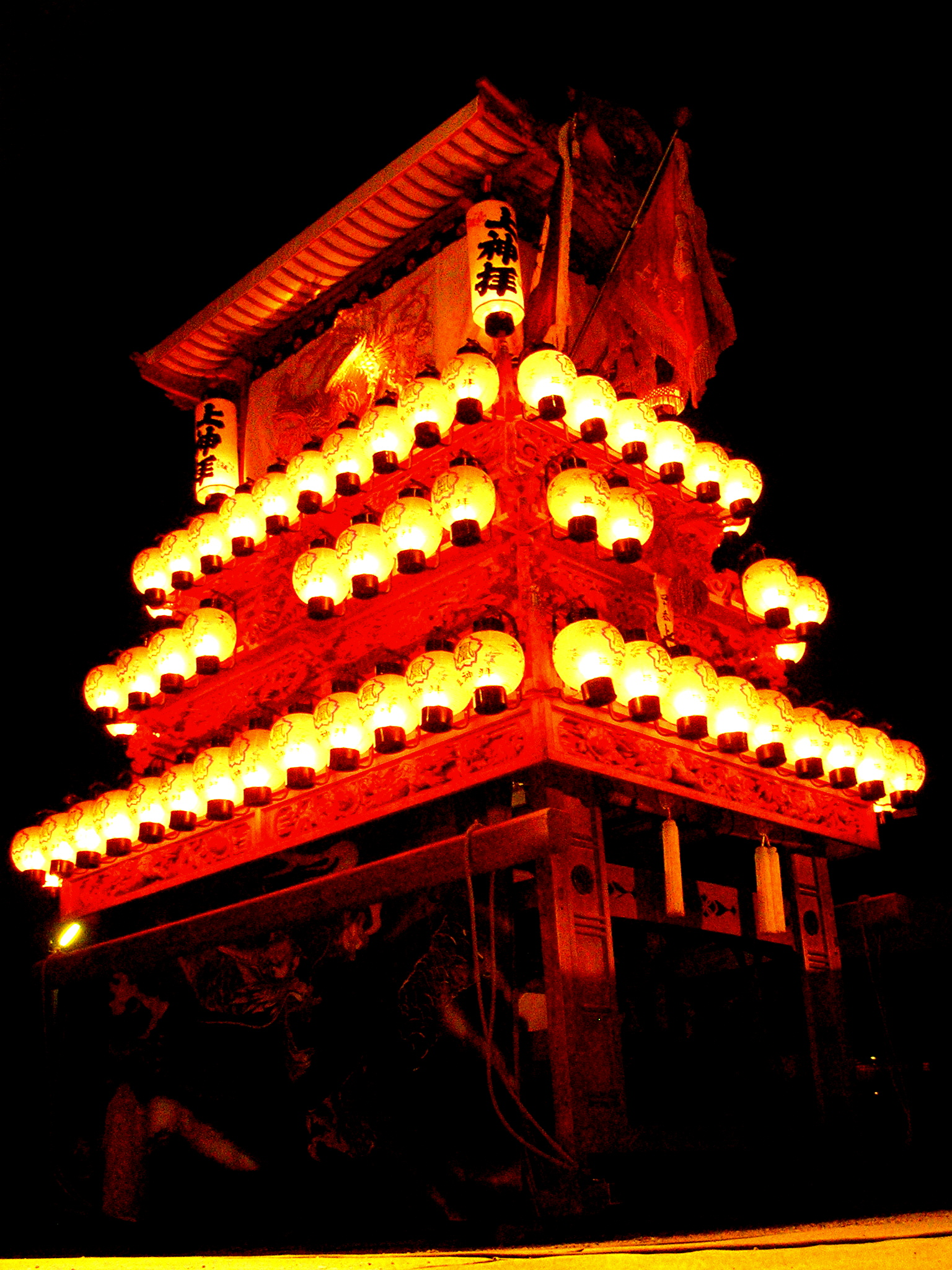
Saijō-matsuri (西条祭り? Ehime)
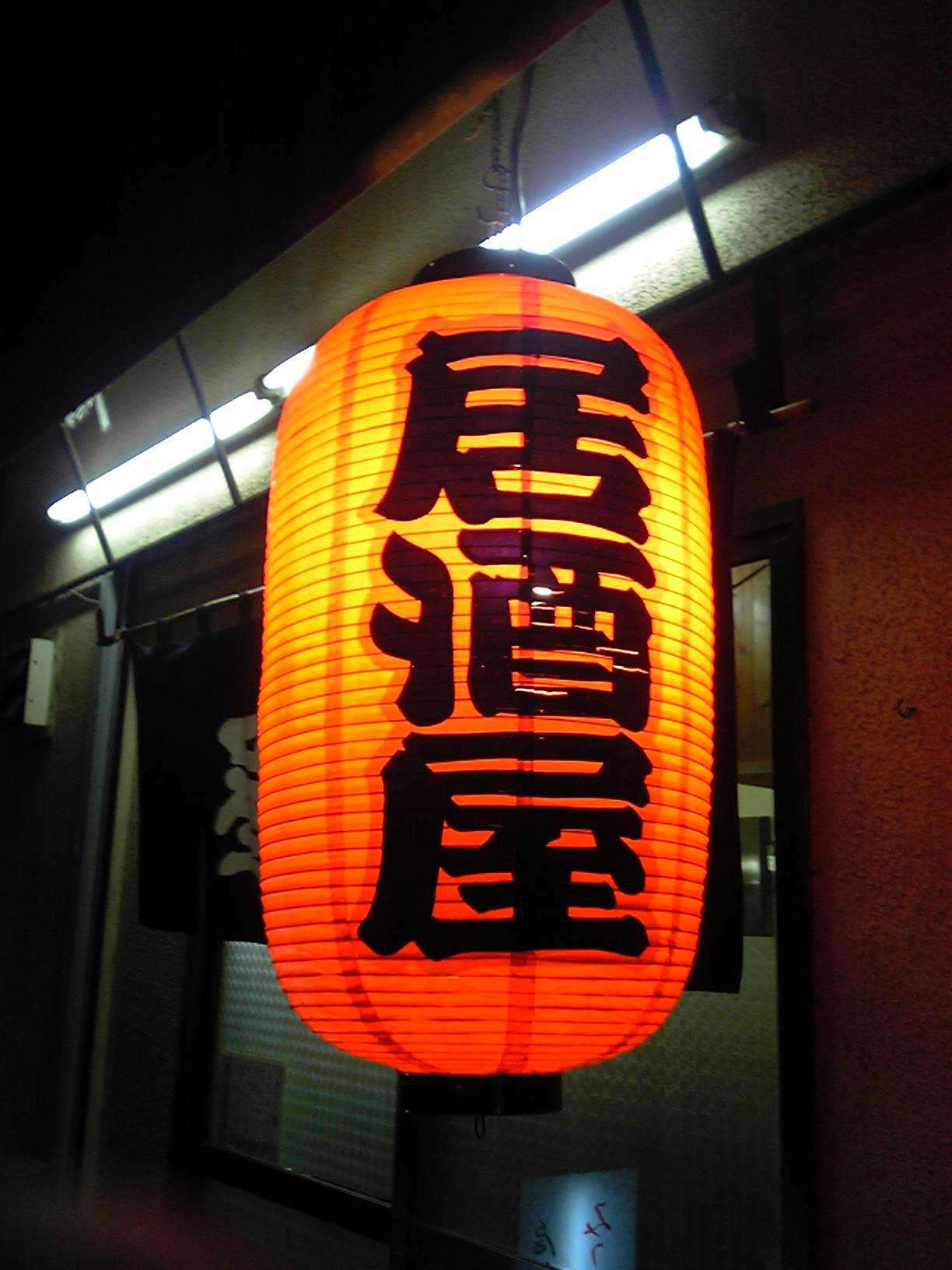
Izakaya (居酒屋?)
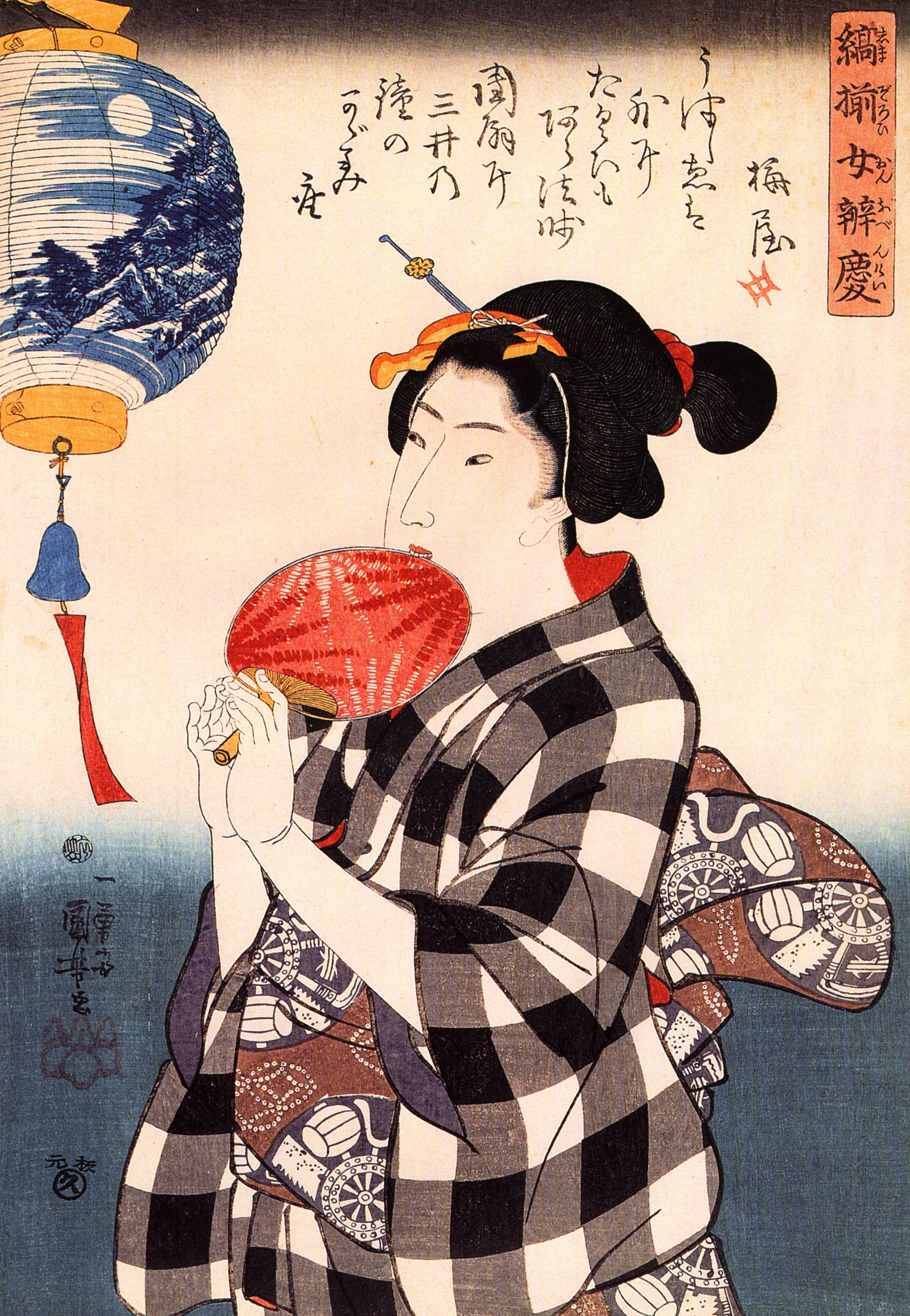
Ukiyo-e di Kuniyoshi Utagawa (1797–1861)
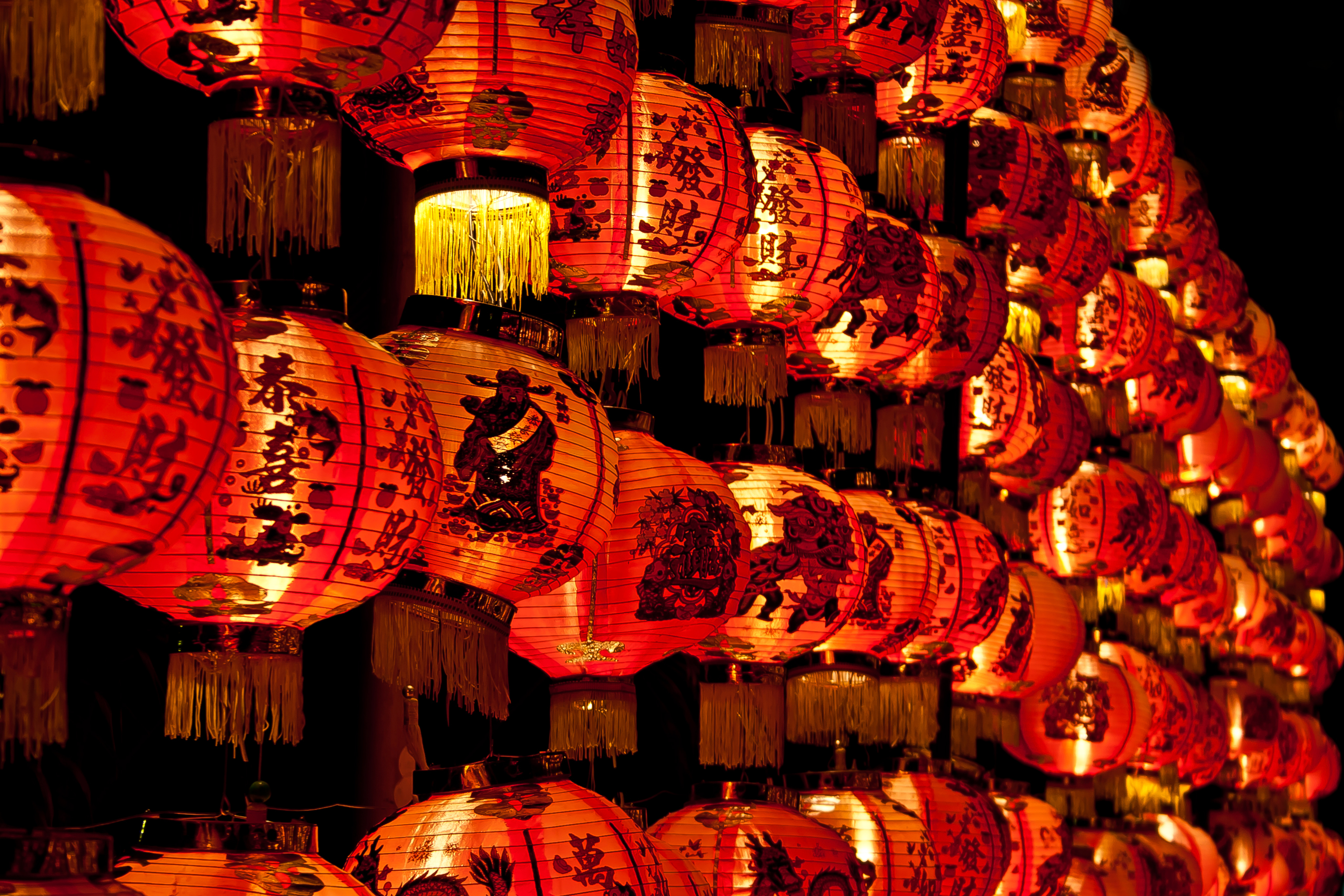
Lanterne a Shanghai
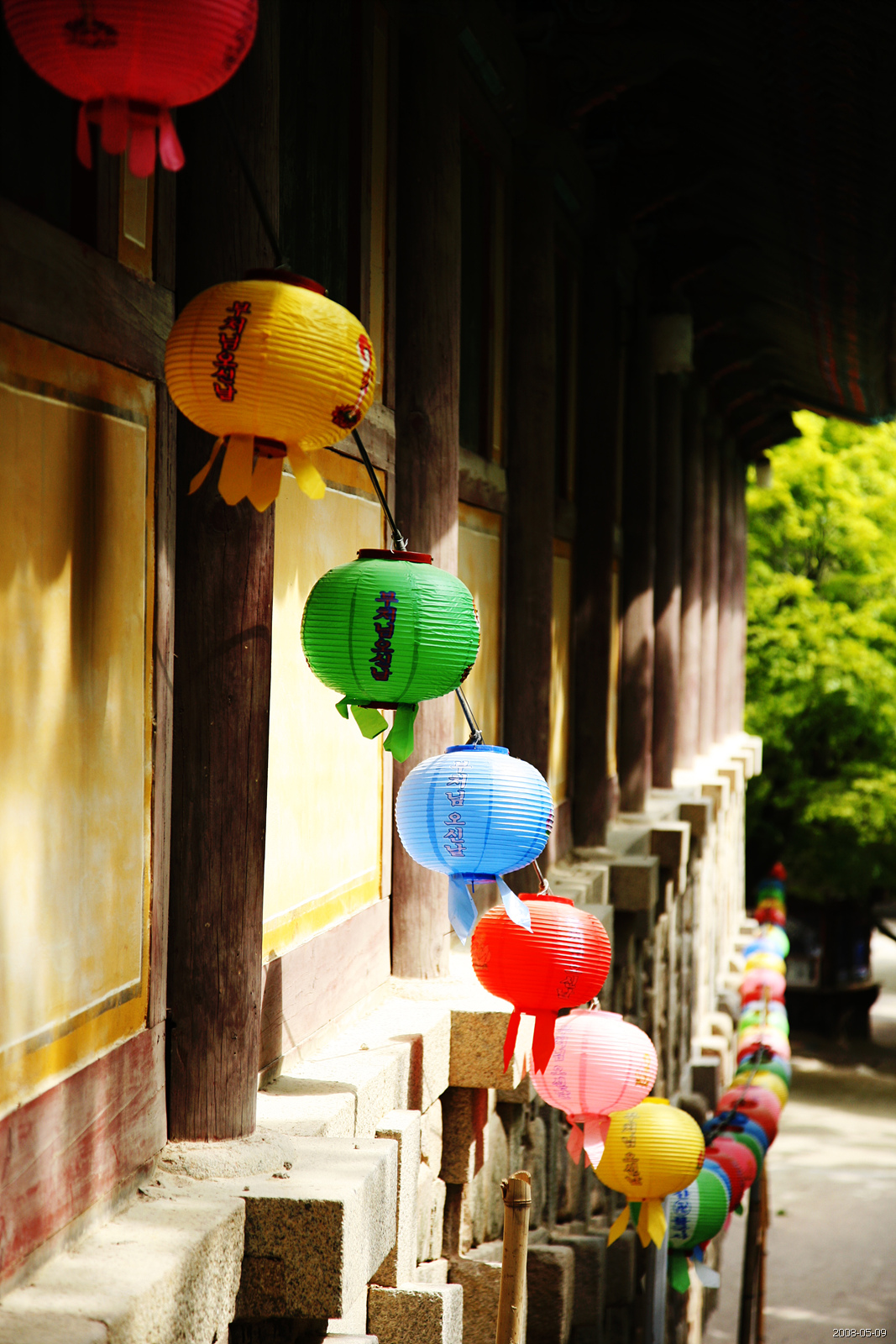
Bulguksa (불국사?; Gyeongju)
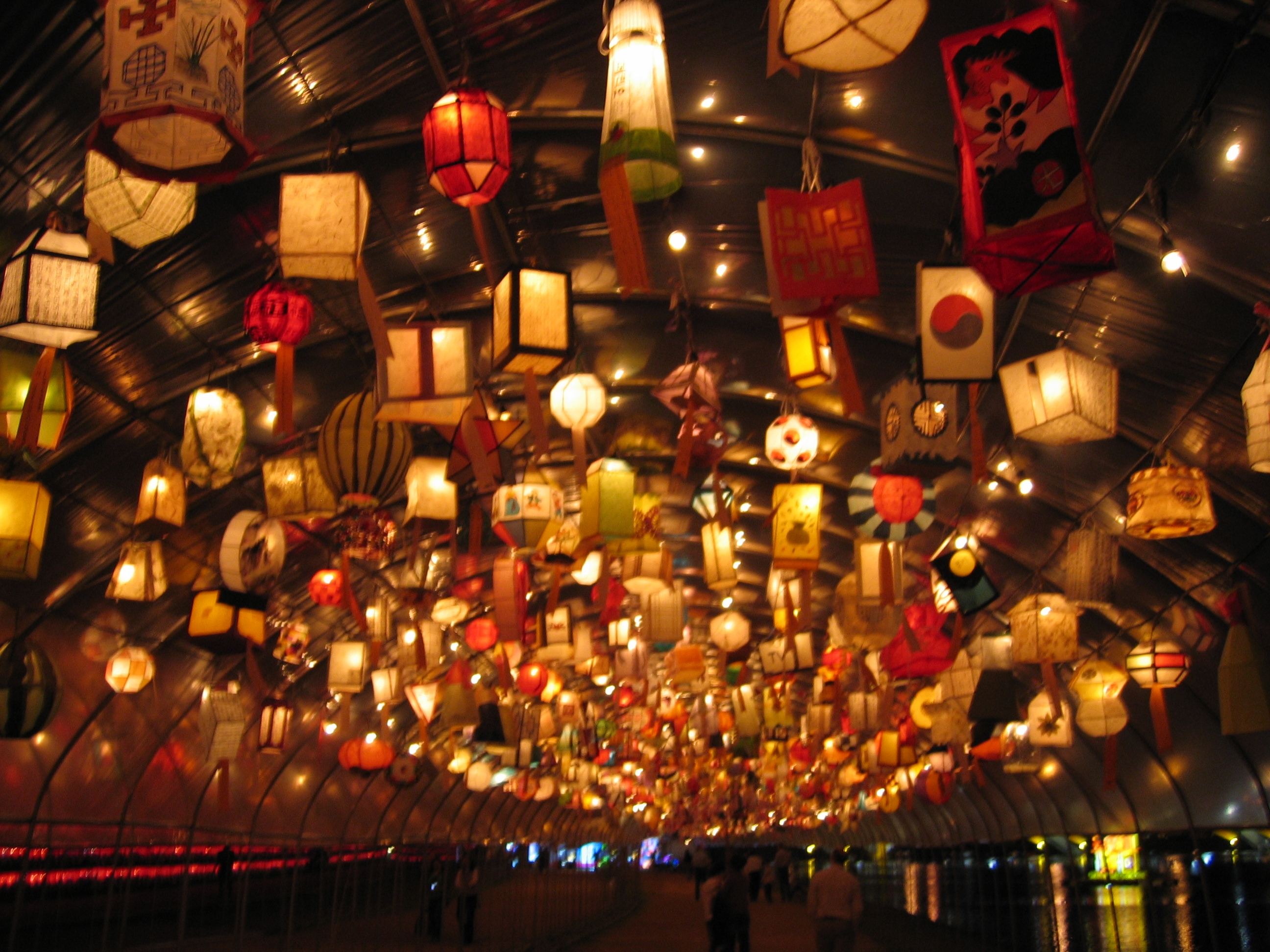
Seoul deung chugje (서울 등 축제?; Cheonggyecheon, Seul)
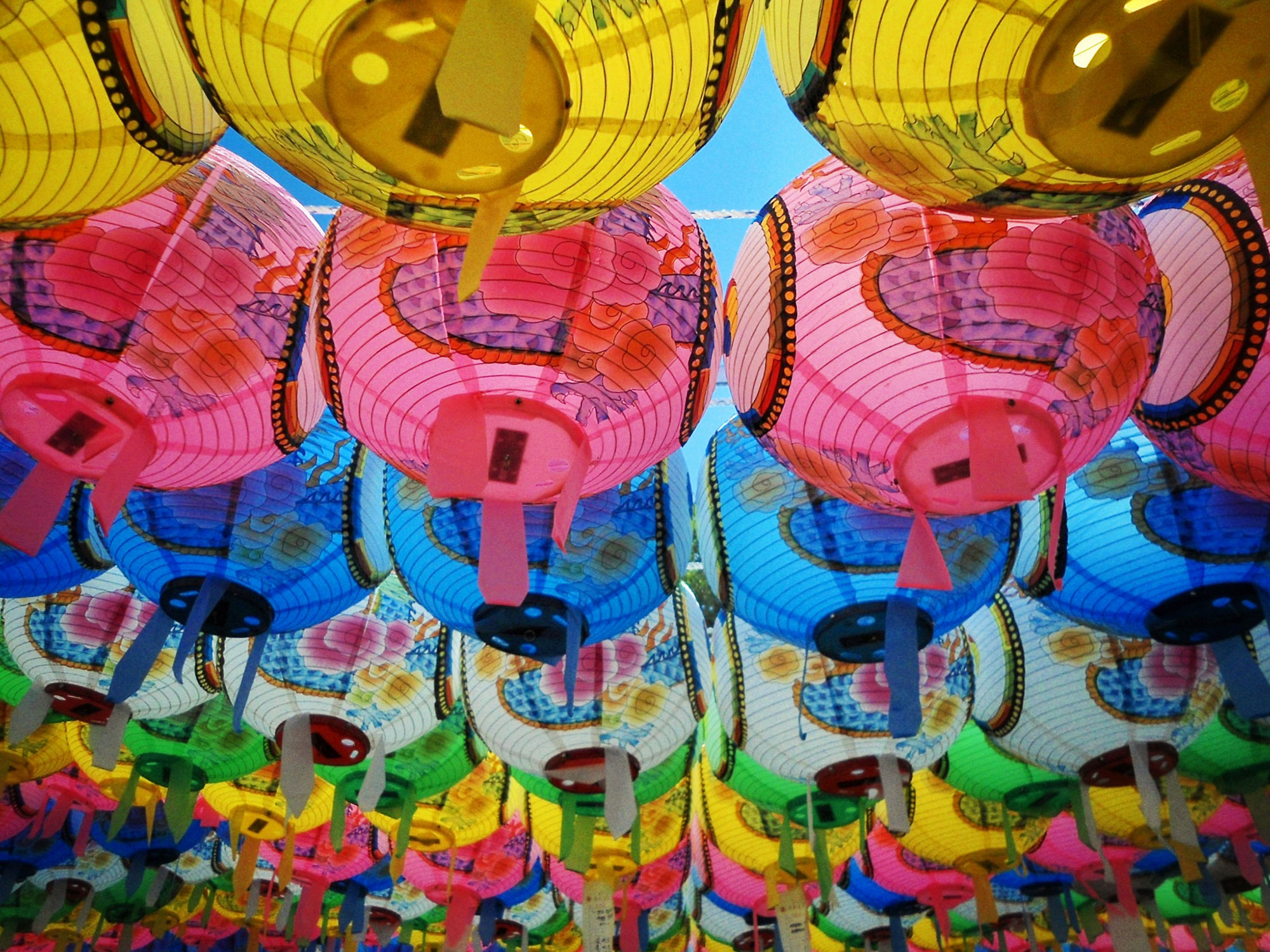
Beopjusa (법주사?, 法住寺?; Songnisan, Boeun)